# André Van Lysebeth
André Van Lysebeth (* 11. November 1919; † 28. Januar 2004 in Perpignan) war ein belgischer Yogi und einer der Wegbereiter des Yoga im Westen. Er verfasste mehrere Standardwerke über Yoga sowie eines über Tantra. Seine Bücher wurden in dutzende Sprachen übersetzt und erreichen zum Teil Millionenauflagen.
Seine Lehrtätigkeit prägte eine ganze Generation von Yogalehrern.

## Biographie
André Van Lysebeth begann mit etwa 26 Jahren Yoga zu praktizieren. Seit 1949 war er Schüler von Swami Sivananda, von dem er briefliche Unterweisungen erhielt.
Erst 1963, kurz vor dessen Tod, traf Van Lysebeth seinen Meister persönlich in Rishikesh, Indien. Sivananda verlieh ihm das Diplom der „Yoga Vedanta Forest Academy“ in Rishikesh und ermutigte ihn eine Yoga-Zeitschrift für „den Westen“ herauszugeben. Diese erscheint seit 1963 unter dem Titel Yoga in französischer Sprache bis heute (2008). Ab 1964 studierte er Asanas bei Sri Krishna Pattabhi Jois. 1965 gründete er die Belgische Yoga Gesellschaft und 1972 zusammen mit Gérard Blitz (dem Gründer des Club Méditerranée) die European Union of Yoga, dem europäischen Zweig der International Yoga Federation. 1967 bereiste Lysebeth Südindien, um auch die dortigen Yoga-Traditionen kennenzulernen.
André Van Lysebeths erstes Buch J'apprends le Yoga (Deutscher Titel Yoga für Menschen von heute) erschien 1968 und ist auf die westliche Lebensweise zugeschnitten. Es beschreibt nach den grundlegenden Atem- und Entspannungstechniken die von Sivananda zusammengestellte Rishikesh-Reihe (enthält 12 Yoga-Grundstellungen), den Sonnengruß und Reinigungstechniken. Die Beschreibung der Asanas und ihrer Varianten ist minutiös und aufgrund der vielen Hinweise auf mögliche Fehler gut zum autodidaktischen Studium geeignet. Im Unterschied zu den Techniken des Pranayama sind sie ungefährlich.
Ein Markenzeichen von Van Lysebeths Büchern sind die heutzutage etwas altmodisch wirkenden Schwarzweißfotos, auf denen der Autor und seine Frau Denise Van Lysebeth die Asanas vorführen. Ein weiteres Markenzeichen ist die konsequente Eindeutschung aller Sanskrit-Begriffe: Tschakra statt Chakra, Udschai statt Ujjayi usw.
Yoga für Menschen von heute enthält außerdem Ernährungshinweise: Van Lysebeth wollte zwar nicht, dass seine Schüler den Tagesablauf indischer Yogis kopierten, dennoch sollten sie eine ganzheitliche, gesunde Lebensweise praktizieren.
Sein nächstes Buch Je perfectionne mon Yoga (1969, dt. Titel Durch Yoga zum eigenen Selbst) beschrieb weitere Asanas und außerdem „yogische Reinigungstechniken“ Kriyas.
Das folgende Buch Pranayama – le dynamique du souffle beschreibt die verschiedenen Atemtechniken des Yoga. Nach eigenen Angaben war Van Lysebeth der erste, der bestimmte fortgeschrittene Atemübungen in einer westlichen Sprache dokumentierte und außerdem Fotos von Übungen in indischen Ashrams veröffentlichte. Das Buch bietet eine gründliche Erläuterung der indischen Vorstellungen von Prana/Apana und den Chakren und enthält als wahrscheinlich einziges Buch zu dieser Thematik den Hinweis, dass alle Versuche, Nadis und Chakren mit Strukturen des physischen Körpers zu identifizieren gescheitert seien.

## Werke
- 1963. Gründung und Herausgeberschaft der französischsprachigen Zeitschrift Yoga, die zweimonatlich (teils in Doppel- und Tripel-Nummern) erschien. Im März 2004 erschien das Heft 303.
- 1968. J'apprends le yoga, [dt.] Yoga für Menschen von heute – lernen, üben, beherrschen, übersetzt von Gabriel Plattner, 320 S., Gütersloh: Bertelsmann 1970, ISBN 3-570-00464-3
- 1969. Je perfectionne mon Yoga, [dt.] Durch Yoga zum eigenen Selbst, übersetzt von Werner von Grünau, 330 S., München: Barth 1973
- 1971. Pranayama – la dynamique du souffle, [dt.] Pranayama – die große Kraft des Atems, übersetzt von Gabriel Plattner, 278 S. Bern: Scherz 1972
- 1977. Ma séance de Yoga, zusammen mit Denise Van Lysebeth, [dt.] Meine tägliche Yogastunde, übersetzt von Fritz Müser, 293 S., Stuttgart: Hippokrates-Verlag 1981, ISBN 3-7773-0538-3
- 1988. Tantra, le culte de la féminité, [dt.] Tantra für Menschen von heute, übersetzt von Stefan Barmann, 476 S., München: Mosaik 1990, ISBN 3-570-03549-2
- 2002. 2 × 7 jours pour rajeunir, ISBN 2-08-201353-7, (noch keine dt. Übersetzung)